# Erik Blomqvist
Pour les articles homonymes, voir Blomqvist.
Erik Blomqvist est un joueur d'échecs suédois né le 19 octobre 1990 à Stockholm. 
Au 1er février 2021, il est le 5e joueur suédois avec un classement Elo de 2 535 points.

## Palmarès
Erik Blomqvist a obtenu le titre de grand maître international en 2013. Il remporta le championnat de Suède en 2016 et 2019.
Il finit troisième du tournoi de Malmö (tournoi Sigeman & Co) en 2013, ex æquo avec Pavel Eljanov. En 2016, il remporta le championnat des pays nordiques avec 7 points sur 9.

## Compétitions par équipe
Erik Blomqvist a représenté la Suède lors des olympiades de 2016 (au 2e échiquier) et 2018 (au 4e échiquier), des championnats d'Europe par équipe de 2013, 2015 et 2019 (la Suède finit onzième de l'olympiade de 2018), ainsi que du championnat du monde d'échecs par équipes de 2019 à Astana (au 3e échiquier).